# Alec Douglas-Home
Alexander Frederick Douglas-Home, Nam tước Home của Hirsel, KT, PC (/ˈhjuːm/ ⓘ; 2 tháng 7 năm 1903 – 9 tháng 10 năm 1995) là chính trị gia người Anh thuộc Công Đảng, đã từng là Thủ tướng Anh từ tháng 10 năm 1963 đến tháng 10 năm 1964. Ông là thủ tướng cuối cùng là thành viên của Viện Quý tộc, trước khi Đạo luật Quý tộc 1963 được thông qua và giữ một ghế trong Viện Thứ dân trong thời gian còn lại của nhiệm kỳ thủ tướng của mình. Tuy nhiên, danh tiếng của ông lại phụ thuộc nhiều vào hai lần làm Bộ trưởng Ngoại giao Anh hơn là nhiệm kỳ thủ tướng ngắn ngủi của ông.